# Île Prudence
L'île Prudence est une île située dans la baie de Narragansett dans l'État américain de Rhode Island. D'une superficie de 14,43 km2, elle est la troisième plus grande île de la baie. elle comptait 88 habitants en 2000. La totalité du territoire de l'île dépend de la municipalité de Portsmouth.
L'île est reliée à Bristol par ferries.

## Histoire
Les Amérindiens appelaient l'île « Chibachuweset » (ou « Chibachuwese ») et les Narragansetts l'offrirent au colon John Oldham (en) s'il voulait y établir un comptoir de commerce. L'affaire ne se conclut pas et, en 1637, Roger Williams et John Winthrop achètent l'île, chacun à 50 % des intéressements. Ils espéraient élever des cochons sur l'île.
Williams la nomme « Prudence » et achète rapidement l'île voisine de Hope Island (en). Il vend ses parts de l'île et Winthrop les lègue à son fils, Stephen.
Pendant l'époque coloniale, l'île est avant tout un domaine agricole. Pendant la Révolution américaine, les forces britanniques, sous le commandement du capitaine James Wallace, lancent un raid sur l'île pour s'approprier ses ressources. Ils y perdent une douzaine de soldats.
Au XXe siècle, l'activité agricole décline. L'île devient un lieu de résidence d'été. Durant la Seconde Guerre mondiale, l'US Navy possède un dépôt de munitions au sud de l'île. Elle est restituée à l'État de Rhode Island en 1972, lui laissant également un quai en eau profonde. Cette ancienne base est maintenant la propriété de la réserve nationale de recherche sur les estuaires de la baie de Narrangansett (en).

## Lieux touristiques de l'île

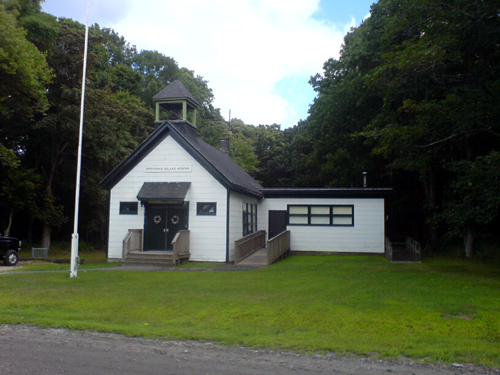
L'école de l'île.

Les différents lieux fréquentés par les voyageurs sont :
- Prudence Park, situé à l'ouest. Son développement a commencé en 1872 avec la construction d'un quai en pierre qui est devenu une halte pour les navires de la Fall River Line (en) qui allaient de Providence à New York. La plupart des résidences d'été qui se trouvent dans cette partie de l'île sont de beaux exemples de l'architecture victorienne et du style Beaux-Arts. Le quai et quelques maisons furent sérieusement endommagés par un ouragan en 1938.
- Sandy Point, sur le côté est, le site du phare de l'île.
- Bristol Colony, la colonie la plus moderne sur le côté est[2].
- Homestead, lieu de l'ancien casino détruit en 1938, aujourd'hui site de la poste et du magasin de l'île, et lieu d'embarquement des ferries.

### Au cinéma
Le film Moonrise Kingdom de Wes Anderson, sorti en 2012, a en partie été tourné dans l'île Prudence.

## Sources
- (en) Cet article est partiellement ou en totalité issu de l’article de Wikipédia en anglais intitulé « Prudence Island » (voir la liste des auteurs).